# Royal Sydney Yacht Squadron
Der Royal Sydney Yacht Squadron (RSYS) ist ein 1862 gegründeter australischer privater Yachtclub mit Sitz in North Sydney (Ost-Kirribilli). Kommodore des Vereins ist Andrew McIntyre.
Der Club führt eigene Regatten durch und fördert insbesondere den Breiten- und Jugendsport.

## Geschichte
Die Sydney Yacht Squadron wurde am 8. Juli 1862 durch 19 Segelsportler gegründet. Ein Jahr später erhielt er durch den Prince of Wales das Privileg, sich königlich nennen zu dürfen und aus dem Verein wurde der Royal Sydney Yacht Squadron. 1903 zog der Verein in sein gegenwärtiges Clubhaus in North Sydney. Seit 1960 fördert der Club den Jugendsport im „Squadron’s Youth Sailing program“ und 1982 wurde eine Offshore Division gegründet.

## Vereinsanlagen

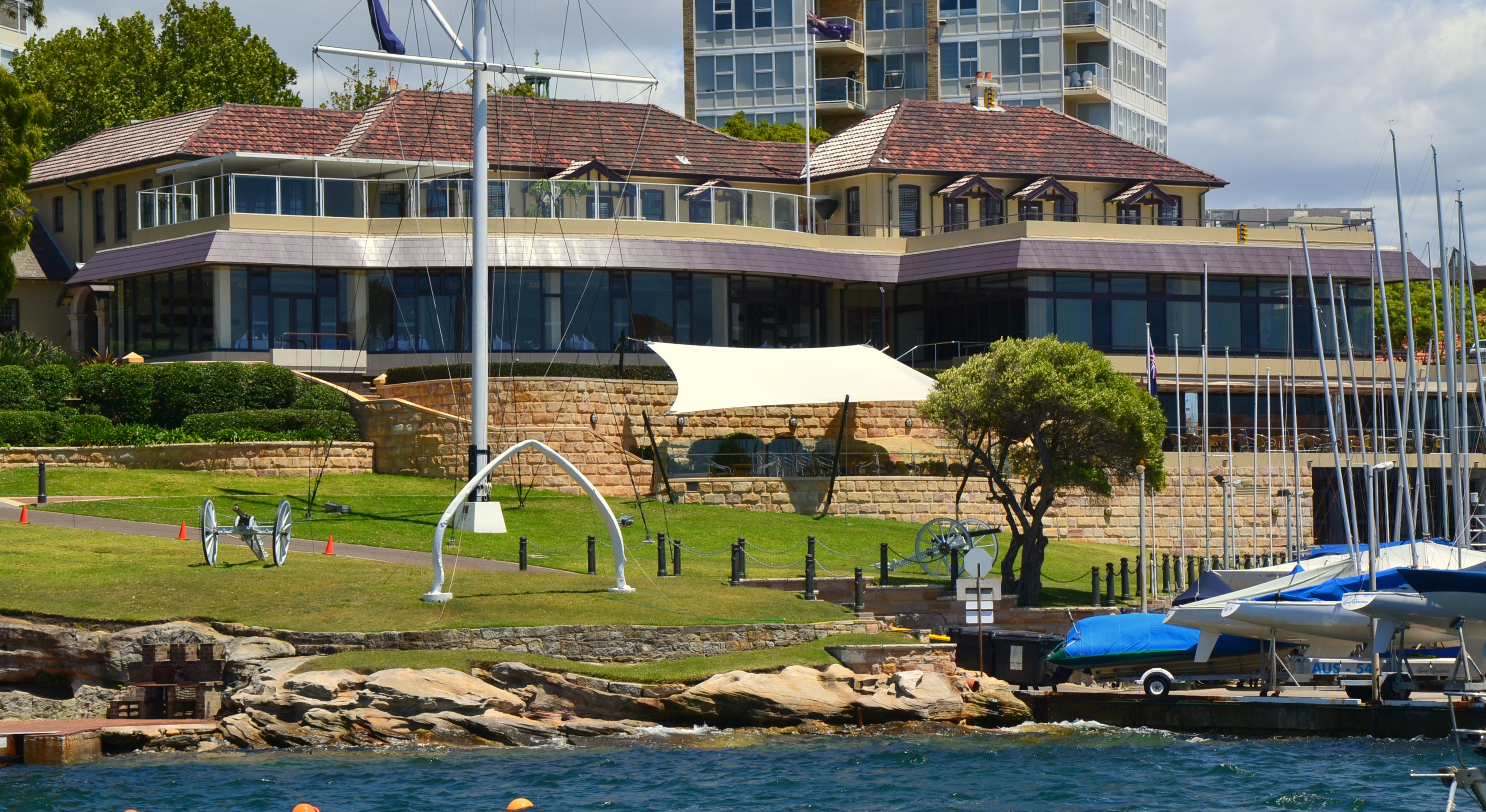
Clubgebäude des Royal Sydney Yacht Squadron, Kirribilli, Sydney
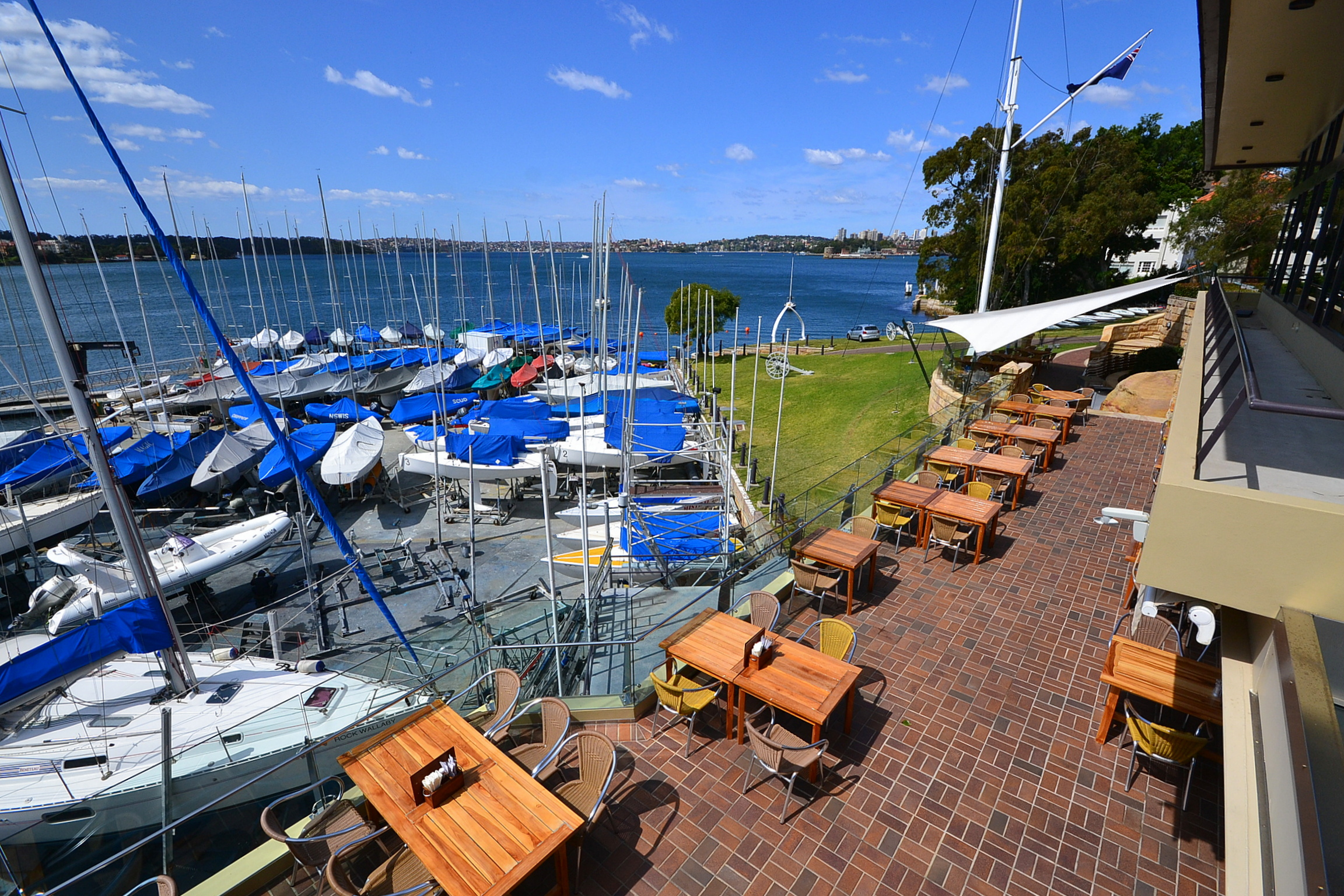
Clubanlagen des Royal Sydney Yacht Squadron
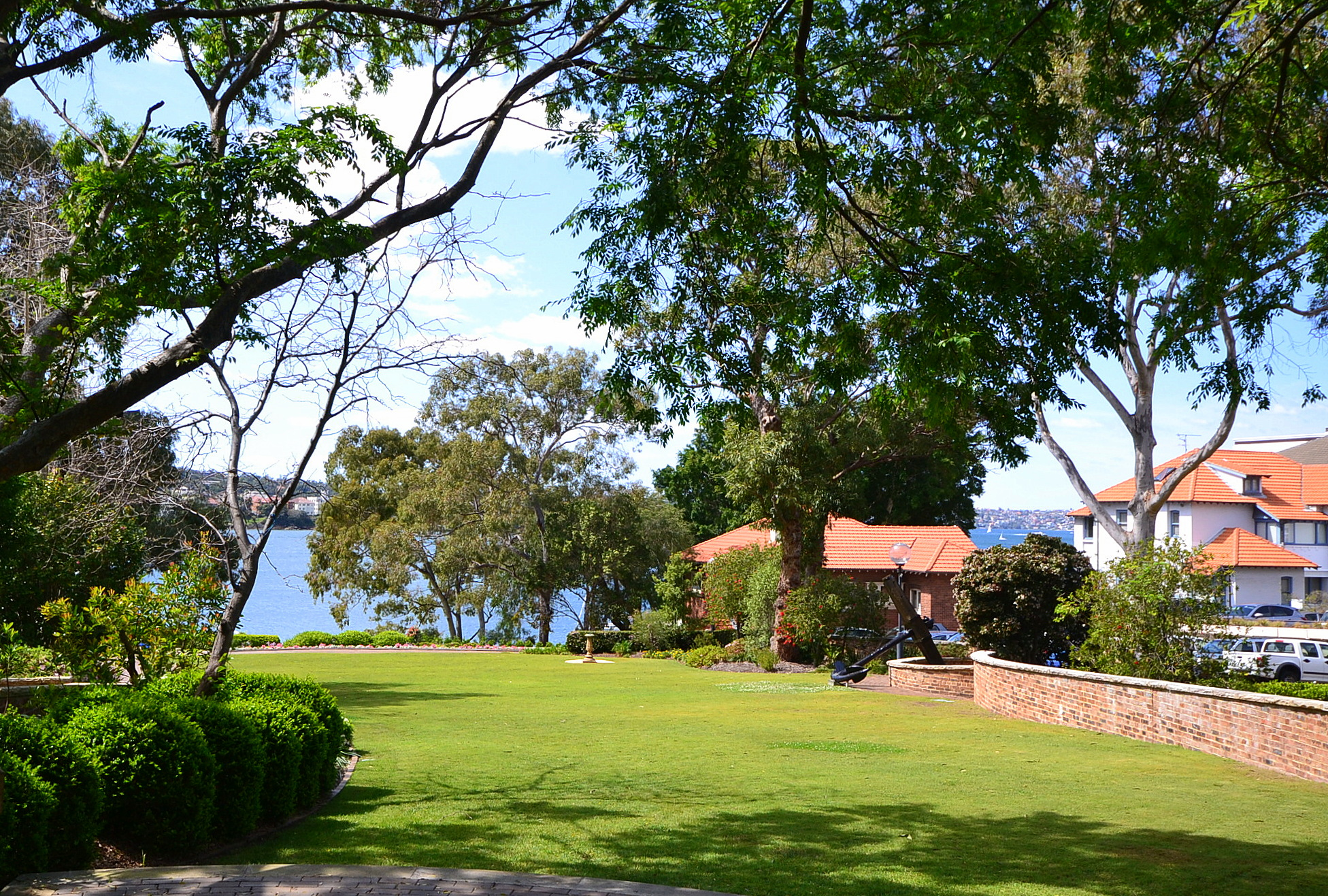
Clubanlagen des Royal Sydney Yacht Squadron